# NGC 3139
NGC 3139 este o galaxie lenticulară situată în constelația Hidra. A fost descoperită în 1886 de către Francis Leavenworth. Se află la o distanță de 125,31 de megaparseci de Pământ.